# سیدنی سونینو
سیدنی سونینو (ایتالیایی: Sidney Sonnino; ۱۱ مارس ۱۸۴۷ – ۲۴ نوامبر ۱۹۲۲) یک سیاست‌مدار اهل ایتالیا بود دو مرتبه در سال های ۱۹۰۶ و ۱۹۰۹-۱۹۱۰ سمت نخست وزیری ایتالیا را برعهده داشت.